# Ernst Haiger

Ernst Haiger, um 1910

Ernst Haiger (* 10. Juni 1874 in Mülheim an der Ruhr; † 15. März 1952 in Wiesbaden) war ein deutscher Architekt.

## Leben
Haiger studierte an der Technischen Hochschule München bei den Professoren Josef Bühlmann, August Thiersch und Friedrich von Thiersch; dieser war sein wichtigster Lehrer und Förderer. Haiger war bereits in jungen Jahren ein erfolgreicher Architekt. Ein Entwurf des Studenten für das Leipziger Völkerschlachtdenkmal kam bei dem Wettbewerb in die engere Wahl. In der Münchner Glaspalast-Ausstellung 1898 gezeigte Entwürfe für Villen und eine Zimmereinrichtung erregten Aufsehen. Sie waren entworfen zusammen mit Henry Helbig, mit dem Haiger bis ca. 1903 ein gemeinsames Atelier betrieb. Ab 1905 arbeitete er für die Münchner Vereinigten Werkstätten für Kunst im Handwerk, deren Reorganisation 1920 ihm zusammen mit Rudolf Alexander Schröder und Paul Ludwig Troost übertragen wurde. 1917 verlieh ihm der bayerische König den Professortitel. Nach dem Ersten Weltkrieg verschlechterte sich seine Auftragslage. Zum 1. August 1932 trat Haiger in die NSDAP ein (Mitgliedsnummer 1.274.926). Nach 1933 erhielt er einige Aufträge im Rahmen der von Hitler geplanten Umgestaltung Münchens. Die Großprojekte – Schauspielhaus und Konzerthalle – wurden nicht gebaut. Realisiert wurden Innenraumgestaltungen: Kasino im „Führerbau“ am Königsplatz, Bar und Bierstube im Haus der Kunst sowie die Repräsentationsräume im „Tannhof“, dem Gästehaus der Stadt an der Willroiderstraße in München-Harlaching.
1938 wurde der deutsche Pavillon der Biennale von Venedig nach seinem Entwurf umgebaut. 1944 wurde Haiger in die „Gottbegnadeten-Liste“ von 1041 Künstlern, darunter 51 Architekten, aufgenommen, die „vom Wehrmacht- und Arbeitseinsatz freigestellt“ wurden, was für den 70-jährigen Haiger wie für andere Betagte „eher von theoretischem Interesse war“. Nach Kriegsende lebte Haiger in Wiesbaden und entwarf dort noch einige kleinere Bauten, ohne noch einmal ein Büro aufzubauen.

### Architektur
Haiger schuf v. a. Entwürfe für noble Villen, den Umbau von Schlössern, Inneneinrichtungen und Grabdenkmäler. Ein seit 1907 von ihm propagiertes Projekt eines monumentalen „Symphoniehauses“ in Form eines Tempels zur quasi-kultischen Aufführung Beethoven’scher Sinfonien, v. a. der Neunten („Allmenschlich, allumfassend wird der Tempel, das apollinische Gesamtkunstwerk der Zukunft, die Menschheit zum Feste der Freude vereinen“) wurde nie realisiert. Das Orchester sollte unsichtbar sein, was damals viel diskutiert wurde (und im Bayreuther Festspielhaus bereits realisiert war). Das Projekt fand breite Zustimmung, dem Vorstand und dem Ehrenausschuss eines 1913 gegründeten Vereins zu seiner Förderung gehörten bekannte Musiker und Architekten an. Die geplante Realisierung in Stuttgart als Festspielhaus nicht nur für Beethoven-Sinfonien scheiterte wegen des Ersten Weltkrieges, ebenso ein neuer Anlauf nach dem Krieg unter dem Protektorat von Gerhart Hauptmann.
Die frühesten, als Gemeinschaftswerke von Helbig und Haiger präsentierten Arbeiten gehören in die Reformbewegung gegen den Historismus. Damals ungewohnt schlicht sind die 1898 ausgestellten Entwürfe für kleine Landhäuser und die am Biedermeierstil orientierten Möbel. Kurz darauf folgten exzentrische Entwürfe im Jugendstil mit starkfarbigen Fassaden, so die bekannten Mietshäuser in München-Schwabing (s. u.). Haiger wandte sich bald vom Jugendstil ab, für seine späteren Entwürfe ist freie Anverwandlung von Stilelementen des 18. und frühen 19. Jahrhunderts charakteristisch. In seinen Entwürfen für Großbauten der NS-Zeit – durch Interventionen Hitlers modifiziert – finden sich Elemente des Troost’schen Neoklassizismus (kannelierte Pfeiler, rechtwinklige Profile).

### Bauten und Innenraumgestaltungen

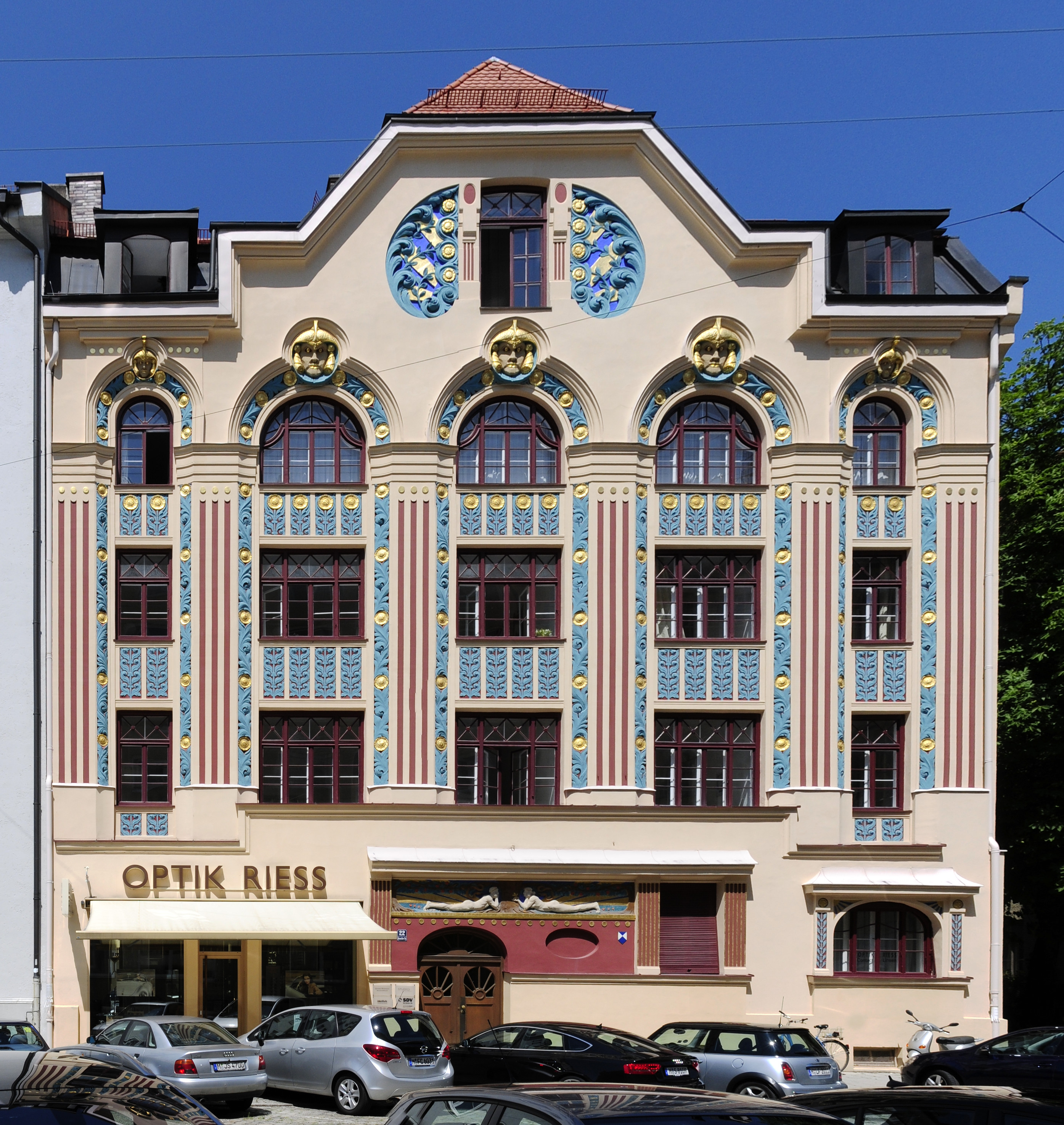
Ernst Haiger und Henry Helbig, München Ainmillerstr. 22

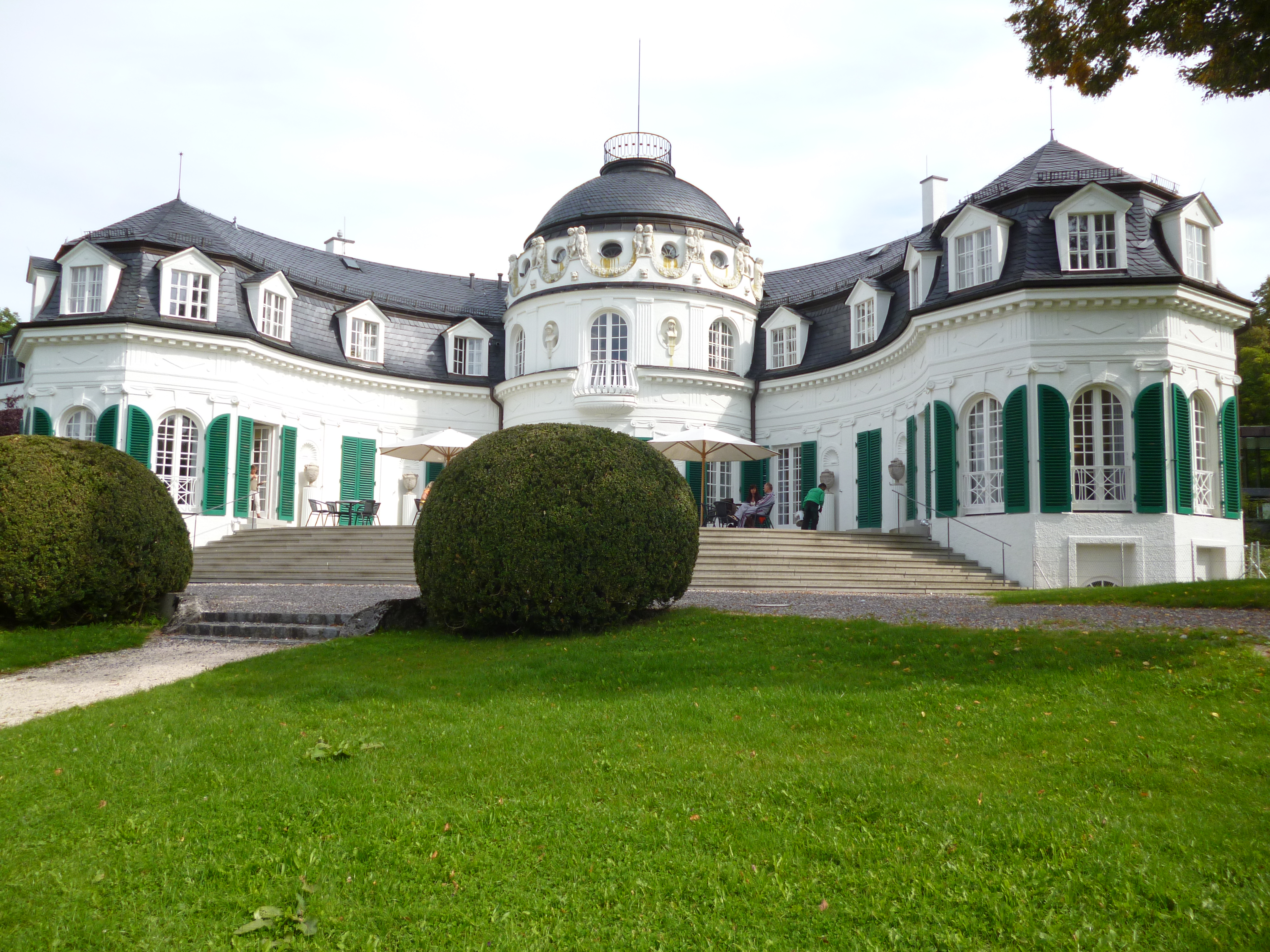
Villa de Osa in Berg bei Starnberg

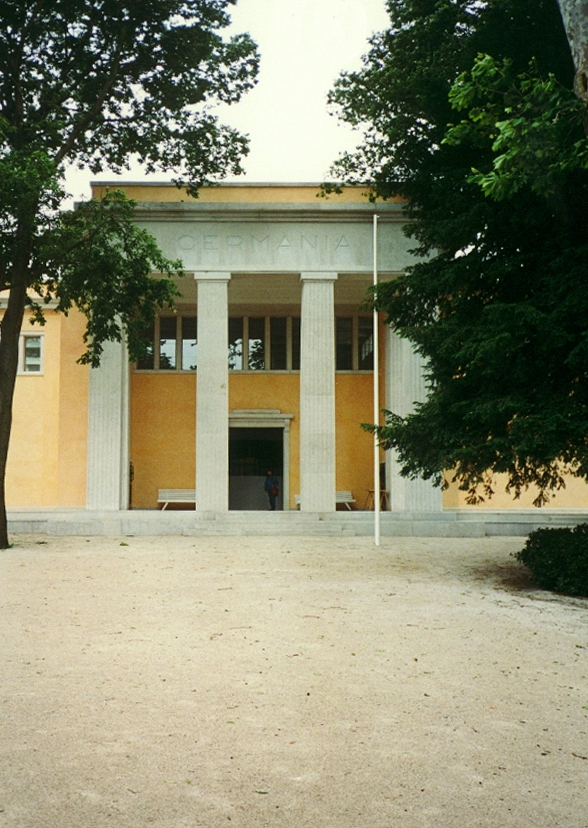
Deutscher Pavillon, Giardini della Biennale, Venedig

- 1899: Mehrfamilienwohnhaus für den Baumeister Felix Schmidt, Ainmillerstraße 22 in München-Schwabing (mit Henry Helbig)
- 1899: Mehrfamilienwohnhaus für den Baumeister Felix Schmidt, Römerstraße 11 in München-Schwabing (mit Henry Helbig)
- 1902: Palais Freyberg, Karolinenplatz 5a in München (mit Henry Helbig), Umbau (verändert)
- 1907: Gut Schwabhof, Zedlitzstraße 16a in Augsburg
- 1908: Villa für den Komponisten Adolph Paul Boehm, Mommsenstraße 3 in Dresden (stark verändert)
- 1908: Kriegerdenkmal „in der Umgegend von Sedan“, wohl auf einem Soldatenfriedhof[7]
- 1909: Villa de Osa für Augusta de Osa[8], Münchner Straße 27 in Kempfenhausen am Starnberger See (veränderter Eingang)
- 1910: Villa für Eduard Reiss, Stauffenbergstraße 48 in Tübingen
- 1911: Wohnhaus für Alexander Prentzel, Lortzingstraße 1a in Koblenz-Oberwerth (stark verändert)
- 1911: Umbau des Schlosses bzw. Herrenhauses für den Majoratsherrn von Bergwelt-Baildon auf Gut Ober Lubie, Amtsbezirk Lubie (1936 umbenannt in Hohenlieben) (Landkreis Tost-Gleiwitz, Oberschlesien); polnisch: Lubie bei Kopienice[9]
- 1913: Evangelisches Gemeindehaus, Saarbrücker Straße 2a in (Saarbrücken-)Brebach (stark verändert, umgenutzt)
- 1913: Familiengruft Schaesberg in Tannheim (Württemberg)
- 1914: Villa Bunsenstraße 5 (Haus Remmen) in Mülheim an der Ruhr
- 1922: Villa für Frederico de Osa, Am Seehang 5 in Berg-Kempfenhausen
- 1923: Villa Kannegießer, Heilmannstraße 47 in München
- 1923: Villa Stein, Ulice Josefa Hory (vormals Wattstraße) 1741, Teplice/Teplitz-Schönau[10]
- 1924: Villa Junghans, Roggenbachstraße 6 in Villingen-Schwenningen
- 1928: Einbau einer Gruftkapelle für August Thyssen auf Schloss Landsberg bei Ratingen
- 1929: Villa von Schertel, Rosselstraße 19 in Wiesbaden (heute Dienstvilla des Hessischen Ministerpräsidenten)
- 1937: Kasino im „Führerbau“ am Königsplatz in München (nicht erhalten)
- 1938: Bar und Bierstube im „Haus der Deutschen Kunst“, Prinzregentenstraße 1 in München (Wandgestaltung der „Goldenen Bar“ restauriert; Ausstattung der Bierstube nicht erhalten)
- 1938: Repräsentationsräume im Gästehaus der Stadt München (nicht erhalten)
- 1938: Umbau des deutschen Pavillons auf der Biennale in Venedig[11]
- 1952: Villa Henkell, Rosselstraße 20 in Wiesbaden

### Schriften
- Über die künstlerischen Aufgaben in der Architektur. (zweiteiliger Beitrag) In: Deutsche Bauzeitung, 37. Jahrgang, 1903, S. 150 / 38. Jahrgang 1904, S. 289 f.
- Der Tempel, das apollinische Kunstwerk der Zukunft. In: Die Musik, VI, Band 24 (1906–1907), S. 350–356.
- Tempel und Symphonie. Eugen Diederichs, Jena 1910.